# Newquay
Newquay (korn. Tewynn Pleustri) – miasto i civil parish w Wielkiej Brytanii na Półwyspie Kornwalijskim, w dystrykcie (unitary authority) Kornwalia. Leży 16,3 km od miasta Truro, 46,7 km od miasta Penzance i 371,6 km na południowy zachód od Londynu. Najpopularniejszy ośrodek surfingu na Wyspach Brytyjskich, używa tytułu "Stolica brytyjskiego surfingu". Również popularny wśród młodzieży ośrodek clubbingu i życia nocnego. Największe lotnisko pasażerskie w Kornwalii. W 2001 roku miasto liczyło 19 562 mieszkańców. W 2011 roku civil parish liczyła 20 342 mieszkańców.